# 原幹恵
原 幹恵（はら みきえ、1987年〈昭和62年〉7月3日 - ）は、日本の女優、タレント、グラビアアイドル。新潟県岩船郡神林村（現・村上市）出身。2003年にオスカープロモーションからデビューし、2025年からはViivo所属。

## 来歴
北海道上川郡東川町に生まれ、小学4年生の春より新潟県岩船郡神林村（現・村上市）で育つ。家族構成は父、母、姉（13歳年上）、兄2人（12歳、11歳年上）。
幼いころから女優を志望し、2003年に雑誌『Audition』に掲載されていた「第9回全日本国民的美少女コンテスト」に応募。本選で「グラビア賞」を受賞し、芸能界デビュー。以後、グラビアアイドルとして人気を博す。デビュー当時は新潟から東京に通っていたが、2006年からは東京で1人暮らしをしている。
美少女クラブ31や、日テレジェニック2006のメンバーであった。また、依知川絵美、酒井瑛里、中島唯、中村静香によって結成されたユニット「ティーンエイジクラブ」の一員でもある。また、オスカープロモーションに所属する女性芸能人で構成される芸能人女子フットサルチーム・表参道BEAUTYの当時の選手でもあった。
テレビ東京系のドラマ『キューティーハニー THE LIVE』でドラマ初出演で初主演（2007年10月 - 2008年3月）。2009年にミュージカル『シンデレラ』で初舞台。
2012年の新潟県燕市を舞台にした映画『アノソラノアオ』では主人公の姉の田上尚役を務めた。
2015年、新潟県や新潟日報などがキャンペーンメンバーを構成する「WHITE PEACE project」ではスペシャルサポーターを務める。
2017年、8月8日に発売された写真集『my treasure』を以ってグラビアアイドルを卒業、仕事における水着姿等を永久封印した。その後は女優業やバラエティー等に専念する。
2018年、海外留学希望を理由に同年1月末を以て芸能活動を休業することを所属事務所のオスカープロモーションが発表 。
2020年10月4日、Instagramアカウントを開設。
自身の34歳の誕生日である2021年7月3日に、美少女クラブ31時代の同期（1期生）の森田彩華と共にYouTubeチャンネル『オトナを楽しめ!』を開設。初回の動画は日本にいる原と、アメリカ・サンフランシスコ在住の森田がリモートをつないでトークをする様子の生配信を行った。
2025年3月10日、芸能事務所「Viivo」への所属を発表。同年5月には集英社『週刊プレイボーイ』にて約8年ぶりに「ファンからの熱い要望と今の自分を記録として残したい」という思いもありグラビアアイドル業に復帰した。
同年7月15日放送の『踊る!さんま御殿!!』（日本テレビ）の番組内で、一般男性と結婚したことをサプライズ発表した。結婚後もグラビア活動を継続。

## 人物
趣味は、半身浴・マッサージ・ケアベア集め。特技は水泳。ホラーが苦手。
胸は小学校3年生から大きくなり始めた。「自分だけ変わっちゃう」と感じ、最初はコンプレックスに思っていたが、グラビアアイドルとして活動するようになって自分の武器だと思えるようになった。自分の体では「目」が好きだと語っている。

## 出演

### テレビドラマ
太字は主演・メインキャスト。
- キューティーハニー THE LIVE（2007年、如月ハニー / キューティーハニー）
- ラストメール（2008年、新堂今日子）
- ギラギラ 第1・2話（2008年、小夜）
- 松本清張生誕100年スペシャル・夜光の階段（2009年、村岡トモ子）
- 嬢王 Virgin / 嬢王3 〜Special Edition〜（2009年 - 2010年、杏藤舞） - 2シリーズ
- 新撰組PEACE MAKER（2010年、山崎歩）
- サクラサク〜私は未来を、あきらめない〜（2010年、小谷サクラ）
- 警部補 矢部謙三（2010年、片桐優奈）
- Dr.伊良部一郎（2011年、伊良部茜）
- HUNTER〜その女たち、賞金稼ぎ〜（2011年、武藤ひとみ）
- 浅見光彦シリーズ41・佐渡伝説殺人事件（2011年、駒津彩子）
- 山村美紗サスペンス・黒の滑走路2〜花婿がみた悪魔〜（2012年、牧村静香）
- 息もできない夏（2012年、井川さつき）
- 赤川次郎原作 毒〈ポイズン〉 第7話（2012年、吉野京子）
- 悪夢ちゃん 第8話（2012年、坂東志織）
- 松本清張没後20年・ドラマスペシャル 熱い空気（2012年、渡辺真佐子）
- でたらめヒーロー（2013年、白井麻里）
- 世にも奇妙な物語'13 春の特別編「AIRドクター」（2013年、原田）
- ドキュメンタリードラマ 郷土の偉人シリーズ第21弾「こころをつないだタクト〜指揮者・小山卯三郎〜」（2013年、井上路子）
- 各務原よ 大使を抱け!（2013年、村山美紀）
- 森村誠一の棟居刑事7・ホテル王は二度死ぬ!?（2014年、百瀬真帆）
- 西村京太郎トラベルミステリー62・寝台特急カシオペア&スーパーひたち連続殺人（2014年、土橋かおる）
- 福岡恋愛白書9 月と太陽を見上げて（2014年、樋口麻衣）
- 匿名探偵 第2期（2014年、相田香織）
- エイジハラスメント（2015年、野田ミカ）
- 税務調査官・窓際太郎の事件簿29（2015年、乾万里子）
- マネーの天使〜あなたのお金、取り戻します!〜 第8話（2016年、魚住町子）
- 金曜ロードSHOW! 特別ドラマ企画 天才バカボン〜家族の絆（2016年、イケメンのデート相手）
- BARレモン・ハート 第2期第25話（2016年、船戸美代子）
- レンタルの恋（2017年、天戸悠）
- 現ナマ弁護士（2017年、篠原マキ）

### 映画
- 苦い蜜〜消えたレコード〜（2010年、いずみ）
- HOTEL FLOWERS ホテル・フラワーズ（2011年、美薗）
- アフロ田中（2012年、ユミ）
- アノソラノアオ（2012年、田上尚）
- 仮面ライダーフォーゼ THE MOVIE みんなで宇宙キターッ!（2012年、インガ・ブリンク）
- 仮面ライダー×仮面ライダー ウィザード&フォーゼ MOVIE大戦アルティメイタム（2012年、インガ・ブリンク）
- 劇場版 仮面ティーチャー（2014年、阿南塔子）
- ハッピーランディング（2015年、高石沙織）
- 破裏拳ポリマー（2017年、稗田玲[21]）
- スペース・スクワッド ギャバンVSデカレンジャー（2017年、紅牙）
- ガールズ・イン・トラブル スペース・スクワッド エピソードゼロ（2017年、紅牙）
- レオン（2018年、謎のインタビュアー）

### Vシネマ
- ドリフト3 鷹（2007年）
- 仁義52 反逆編（2009年、日本映像）

### Webドラマ
- ハイスクールドライブ〜目が覚めたら高校生だった〜（2012年、BeeTV）- 芽生 役
- 女神的極品經紀人（2014年、中国のWebドラマ）- 藍瀾 役
- ぬらりひょんの棲む家（2024年、こねこフィルム）‐ 小山田加奈子 役
- 夫はわたしじゃいけないの?（2024年配信予定、BUMP） - 綾乃 役[22]

### ウェブバラエティ
- ぶらり路上プロレス（2016年、第1・2話、Amazonプライム・ビデオ）- 旅人
- トークサバイバー!（2022年3月8日配信、Netflix）- 教師 役[23]

### PV
- INFINITY16 welcomez 若旦那「KAKUGO」（2011年12月21日）

### 舞台
- 三越夏休みファミリー劇場・ミュージカル「シンデレラ」（2009年7月25日 - 8月2日、三越劇場他）- 主演・シンデレラ役
- 趣味の部屋
  - （2013年3月22日 - 4月4日、パルコ劇場他）※2013年6月22日WOWOWで放送
  - （2015年3月7日 - 29日、同上）
- 舞台版 こちら葛飾区亀有公園前派出所（2016年9月、AiiA 2.5 Theater Tokyo、サンケイホールブリーゼ）- 秋本・カトリーヌ・麗子 役
- 呪怨 THE LIVE（2023年8月12日 - 20日）- 鈴木響子[24] 役
- ひと（2024年12月3日 - 8日、三越劇場 / 12月14日・15日、近鉄アート館） - 芦沢一美  役[25]

#### 舞台DVD
- 舞台版『こちら葛飾区亀有公園前派出所』（秋本・カトリーヌ・麗子、2017年3月15日発売）

### 映像商品
- 七人のコント侍 第5期 BEST SELECTION（2014年12月17日）

### バラエティ・情報
2003年
- GIRLS A GOGO!（2003年 - 2006年、テレビ朝日・BS朝日）

2005年
- 芸能人専用タクシー し〜たく（テレビ東京）

2006年
- ウレスジ!（6月 - 10月、読売テレビ）
- パオパオ アソビ★クリエイターズ（2006年 - 2007年、BS日テレ）
- 恋愛百景（2006年 - 2009年9月、テレビ朝日）
- 語源刑事（テレビ東京）

2007年
- ブルブルアンタッチャブル（2月、ABCテレビ）
- ポリティカルプラネット（朝日ニュースター）- アシスタント担当、柏木貴代と隔週で担当。
- ゴッドタン〜The God Tongue 神の舌〜（12月、テレビ東京）
- バラエティー生活笑百科（12月、NHK大阪）

2008年
- 堂本剛の正直しんどい（1月2日、テレビ朝日）- 自宅の部屋から中継での出演
- 踊る!さんま御殿!!（1月、日本テレビ）
- 着信御礼!ケータイ大喜利（2月2日・4月5日・10月4日、NHK総合テレビ）
- 99プラス（3月4日、日本テレビ）
- ドライブ A GO!GO!（4月20日、テレビ東京）
- 堂本剛の正直しんどい（4月30日、テレビ朝日）
- 嗚呼!花の料理人（5月1日、読売テレビ）
- ダウンタウンDX（5月1日、読売テレビ）
- 太田光の私が総理大臣になったら…秘書田中。（5月9日、日本テレビ）
- ナニコレ珍百景（5月28日、テレビ朝日）
- ザ・イロモネア（6月7日 - 14日、TBS）
- ラジかるッ（7月24日、日本テレビ）
- バラエティー生活笑百科（7月26日、NHK大阪）
- 田舎に泊まろう!（8月3日、テレビ東京）
- ゴッドタン〜The God Tongue 神の舌〜（9月17日、テレビ東京）
- 復活の日（10月15日 - ？、TBS）- 「ミラーダイエット塾」レギュラー
- Shibuya Deep A（10月25日、NHK-BS2）

2009年
- 着信御礼!ケータイ大喜利（1月1日、NHK総合テレビ）
- ドライブ A GO!GO!（2月1日、テレビ東京）
- シルシルミシル（2月25日、テレビ朝日）
- チュー'sDAYコミックス 侍チュート!（4月7日、毎日放送）
- 金よう夜きらっと新潟「原幹恵のふるさとにタッチ!」（5月22日、NHK新潟）
- ドライブ A GO!GO!（6月28日、テレビ東京）
- 志村けんのバカ殿様 秋!笑いの祭典スペシャル（10月6日、フジテレビ）- 腰元
- 今夜もドル箱（10月6日、テレビ東京）
- 有田&山崎のひきだし太郎（10月10日、テレビ東京）

2010年
- 志村けんのバカ殿様 初笑い!時代劇スペシャル（1月7日、町娘/コーナーヒロイン）
  - お待たせしました!!秋の大爆笑スペシャル（9月30日、以降、腰元としてレギュラー出演）
- 浜ちゃんが!（1月、読売テレビ）
- 脱出ゲームDERO!（1月30日、日本テレビ）
- カスペ!「志村けんのだいじょうぶだぁ」冬のSP!（2月16日、フジテレビ）
- 着信御礼!ケータイ大喜利（4月3日、NHK総合テレビ）
- そうだったのか!池上彰の学べるニュース（4月21日、テレビ朝日）
  - 同 2時間スペシャル（7月14日）
- ハダカっち（6月5日 - 7月31日、日本テレビ）
- 水上の挑戦者（7月12日、BS日テレ）
- サンデージャポン（7月18日・8月1日・10月17日、TBSテレビ）
- イチハチ（8月18日、毎日放送）
- 奇跡体験!アンビリバボー（8月25日、12月31日、フジテレビ）
- 嬢王3〜Special Edition〜 放送直前！カリスマキャバ嬢・杏藤舞 復活記念SP！（10月2日）
- 7スタBratch!（10月8日）
- 有田&山崎のひきだし太郎（10月9日、テレビ東京）
- やりすぎコージー・やりすぎ都市伝説SP（10月27日・11月3日、テレビ東京）
- 極嬢ヂカラPremium（11月2日、テレビ東京）
- 今夜もドル箱（11月9日、テレビ東京）
- 人生が変わる1分間の深イイ話（11月15日、日本テレビ）
- neo sports（12月24日）

2011年
- 福女と新春しゃべくり2011年元旦SP（1月1日、日本テレビ）
- 生活笑百科 新春スペシャル （1月1日、NHK総合）
- ダウンタウン超DX 新春からスター絶叫!芸能ネタ強制公開スペシャル（1月6日、読売テレビ）
- 志村けんのバカ殿様 新春!笑いの福袋大放出スペシャル（1月6日）
  - がんばろう日本スペシャル（10月6日）
- 人生が変わる1分間の深イイ話（1月17日、日本テレビ）
- 日本一のお好み焼きを作れ! 鉄板ジュ〜ジュ〜隊が行く2 海の幸vs山の幸（1月22日、広島テレビ）
- ハケンOLは見た!（1月24日、テレビ東京）
- 芸人報道 （1月31日、日本テレビ）
- カスペ!「志村けんのだいじょうぶだぁ」（フジテレビ）
  - バレンタインプレゼントスペシャル（2月8日）
  - 笑顔でがんばろうスペシャル（9月6日）
- そうだったのか!池上彰の学べるニュース 同 3時間スペシャル（2月9日、テレビ朝日）
- 土曜プレミアム 第8回 さんま&くりぃむの芸能界(秘)個人情報グランプリ（2月12日）
- 『ぷっ』すま（2月15日、テレビ朝日）
- シルシルミシル（3月2日、テレビ朝日）
- スター衝撃映像99連発 大爆笑春場所（4月1日、日本テレビ）
- リンカーン（4月26日、TBS）
- BOAT RACEライブ 〜勝利へのターン〜（4月、BSフジ）- 準レギュラー
- スタイルプラス（5月1日、東海テレビ）
- 行列のできる法律相談所 本気で告白スペシャル（5月1日、日本テレビ）
- 妄想ガールズコレクション（5月26日・6月30日、関西テレビ）
- おとな旅あるき旅（7月9日、テレビ大阪）
- 今夜もドル箱S（9月6日、テレビ東京）

2012年
- はねるのトびら (5月23日、フジテレビ)
- 開運!なんでも鑑定団（5月29日、テレビ東京）

2013年
- 志村けんのバカ殿様 初笑い!家族そろって大爆笑スペシャル!!（1月11日）
- めちゃ×2イケてるッ! 厄よけに開運に初笑いなんて日だスペシャル（1月5日、フジテレビ）
- チビリンピック 小学生8人制サッカー全国決勝大会（5月19日、BS朝日）- 番組応援サポーター

2014年
- 雨上がり決死隊のトーク番組アメトーーク! 爆走今バイクが熱い芸人!!（5月7日、テレビ朝日）

2016年
- 出発!ローカル線 聞きこみ発見旅（4月4日、BS JAPAN）
- 志村けんのだいじょうぶだぁ
  - 志村けんのだいじょうぶだぁ 夏祭り大爆笑SP（フジテレビ：8月3日）
  - 志村けんのだいじょうぶだぁ みんなで見てねSP（11月29日）

2023年
- 二軒目どうする?〜ツマミのハナシ〜（4月8日、テレビ東京）[7]

### ドキュメンタリー
- さかなクン・原幹恵の新潟図鑑（2008年5月（全4回）、BS-i）- ナビゲーター、さかなクンと出演
- 学びEye! #76 新潟発!おいしい米粉の物語（2012年12月、民間放送教育協会加盟各局、新潟放送製作）- ナレーション

### ラジオ
- 原幹恵 ゆる☆ふわ（2011年10月 - 2014年3月、文化放送）

### WEB
- OCN「トーキングジャパン」No.118
- リクルート・Yahoo! JAPAN - R25 「今週の彼女」 2011年4月7日付
- コンタックキッチン（2014年4月17日 - 7月、テレ朝動画・au動画）

### モバイルコンテンツ
- アイドルがイッパイ（アイパイ）
- 妄撮for iPhone（2009年12月21日）

### CM・広告
- グッドウィル「モバイト・ドットコム」
  - 「出会い篇」、「木陰篇」、「青い海篇」、「仲間篇」（2005年）
  - 「露天風呂篇」（2006年）
- アートネイチャー（2006年）※小阪由佳と共演
- 新潟県知事選挙（2008年10月2日告示、19日投開票）※選挙啓発イメージキャラクター
- サントリー ジョッキ生「パラダイス編」、「夏のポスター編」（2009年）※所ジョージ・川村ゆきえと共演
- 2009年全国労働衛生週間ポスター（2009年10月1日 - 7日）
- 靖国神社 平成二十二年初詣（2010年）
- 朝日新聞広告特集「コミック・ブレーク」vol.128 「私のコミック履歴書」（2010年5月26日）
- 靖国神社「第64回みたままつり」（2010年）

### パチンコ
- CRラブ嬢プラス〜今夜も、ご延長の方はいかがなさいますか?〜（2013年、平和）[26]

### パチスロ
- ラブ嬢（2013年、オリンピア）[27]

## 作品

### シングル
- Da Di Da☆Go!Go!（2004年4月21日）- 美少女クラブ21として。

### イメージビデオ
| 発売日   | タイトル                          | 規格品番                           | メーカー                   | 備考                                                                                                 | オリコン最高位 |
| 2006年   | 2006年                            | 2006年                             | 2006年                     | 2006年                                                                                               | 2006年         |
| -------- | --------------------------------- | ---------------------------------- | -------------------------- | --- | -------------- |
| 7月26日  | 日テレジェニック2006 Mickey☆Smile | VPBF-12626                         | VAP                        | 40分・リージョン2                                                                                    | 162位          |
| 9月20日  | pump×3                            | PCBP-11815                         | ポニーキャニオン           | 50分・リージョンフリー                                                                               | 127位          |
| 2007年   |                                   |                                    |                            | |                |
| 1月24日  | 日テレジェニック2006 Memories     | VPBF-12681                         | VAP                        | 40分・リージョン2                                                                                    | 圈外           |
| 4月18日  | M                                 | PCBP-11816                         | ポニーキャニオン           | 50分・リージョンフリー                                                                               | 113位          |
| 7月27日  | ゆらりゆられて...                 | LPFD-76                            | リバプール                 | 62分・リージョン2                                                                                    | 215位          |
| 10月25日 | Watermelon スイカがいっぱい。     | SLPD-9003                          | リバプール                 | 84分・リージョン2                                                                                    | 圈外           |
| 2008年   |                                   |                                    |                            | |                |
| 4月25日  | 君がいた夏                        | FOEN-004                           | フォーサイドドットコム     | 70分・リージョン2                                                                                    | 195位          |
| 7月25日  | 夢の扉                            | ENFD-5091                          | イーネット・フロンティア   | 70分・リージョン2                                                                                    | 221位          |
| 10月22日 | Beach Angels In マウイ島          | VPBF-15446（DVD） VPXF-75103（BD） | VAP                        | DVD/BD共40分・DVDリージョン2                                                                         | 174位          |
| 12月22日 | 恋の扉                            | ENFD-5107                          | イーネット・フロンティア   | 86分・リージョン2                                                                                    | 圈外           |
| 2009年   |                                   |                                    |                            | |                |
| 4月24日  | きらりきられて                    | LPFD-174                           | リバプール                 | 96分・リージョン2                                                                                    | 181位          |
| 7月22日  | もっと♥ゆらりゆられて             | LPDD-56                            | リバプール                 | 60分+特典映像13分・リージョン2、コンビニ限定DVD                                                      | 159位          |
| 10月20日 | 海と、ミキエと、太陽と。          | LCDV-40391                         | ラインコミュニケーションズ | 60分・リージョンフリー                                                                               | 134位          |
| 10月20日 | 妄想デイズ                        | LCDV-40392                         | ラインコミュニケーションズ | 60分・リージョンフリー                                                                               | 130位          |
| 2010年   |                                   |                                    |                            | |                |
| 1月29日  | イタズラな妄想                    | ENFD-5193                          | イーネット・フロンティア   | 96分・リージョン2                                                                                    | 204位          |
| 4月23日  | セレブと貧乏                      | ENFD-5211                          | イーネット・フロンティア   | 96分・リージョン2                                                                                    | 圈外           |
| 7月23日  | いやしの果実                      | ADVK-1013                          | アドバンスエージェンシー   | 本編54分+特典映像4分・リージョン2                                                                    | 圈外           |
| 10月21日 | キャバクラへGO!〜No.1嬢 原幹恵〜  | LPFD-216                           | リバプール                 | 52分・リージョン2                                                                                    | 214位          |
| 2011年   |                                   |                                    |                            | |                |
| 1月28日  | 監視願望                          | LPFD-222                           | リバプール                 | 51分・リージョン2                                                                                    | 圈外           |
| 4月20日  | しあわせのしるし                  | LCDV-40463                         | ラインコミュニケーションズ | 70分・リージョンフリー                                                                               | 圈外           |
| 4月20日  | 原幹恵 Special DVD BOX            | LCDV-90054                         | ラインコミュニケーションズ | 165分・リージョンフリー、『海と、ミキエと、太陽と。』・『妄想デイズ』および未公開映像盤45分の3枚組。 | 圈外           |
| 7月20日  | ほろ、ほろり                      | LCDV-40477                         | ラインコミュニケーションズ | 70分・リージョンフリー                                                                               | 圈外           |
| 10月21日 | 君がすべて                        | TSDV-41383                         | 竹書房                     | 本編80分+特典映像4分・リージョンフリー                                                               | 177位          |
| 2012年   |                                   |                                    |                            | |                |
| 1月20日  | ラブ・アソート                    | LCDV-40501                         | ラインコミュニケーションズ | 70分・リージョンフリー                                                                               | 239位          |
| 6月20日  | みきコレ Super Extra              | LCDV-24003                         | ラインコミュニケーションズ | 50分・リージョンフリー、『しあわせのしるし』・『ほろ、ほろり』の未公開映像をオムニバス収録。         | 圈外           |
| 6月20日  | ボクのエンジェル                  | LCDV-40527                         | ラインコミュニケーションズ | 70分・リージョンフリー                                                                               | 159位          |
| 9月21日  | 君との約束                        | TSDV-41465                         | 竹書房                     | 本編71分+特典映像4分・リージョンフリー                                                               | 205位          |
| 12月15日 | キミがスキ                        | LCDV-40555                         | ラインコミュニケーションズ | 70分・リージョンフリー                                                                               | 179位          |
| 2013年   |                                   |                                    |                            | |                |
| 3月22日  | 見つめ愛                          | TSDV-41509                         | 竹書房                     | 本編93分+特典映像6分・リージョンフリー                                                               | 233位          |
| 7月27日  | いつもきみと…                     | SYD-797（DVD） SYBD-796（BD）      | 晋遊舎                     | DVD85分・リージョン2 / BDは特典映像含め90分                                                          | 圈外           |
| 10月20日 | 優しさに包まれて                  | LCDV-40605（DVD） LCBD-00605（BD） | ラインコミュニケーションズ | DVD / BD共90分・リージョンフリー                                                                     | 85位           |
| 2014年   |                                   |                                    |                            | |                |
| 1月24日  | みきえお姉ちゃん                  | TSDV-41602                         | 竹書房                     | 80分+特典映像4分・リージョンフリー                                                                   | 163位          |
| 4月25日  | キミとの時間                      | MMR-370（DVD） SVBD-008（BD）      | スパイスビジュアル         | DVD85分・リージョンフリー / BDはDVD未公開映像含め90分。                                              | 圈外           |
| 7月25日  | 大切な人は、すぐ側にいた。        | SBVD-0239（DVD） SBVB-0020（BD）   | エスデジタル               | DVD / BD共97分・DVDリージョン2                                                                       | 圈外           |
| 2015年   |                                   |                                    |                            | |                |
| 8月20日  | 恋の季節                          | LCDV-40703（DVD） LCBD-00703（BD） | ラインコミュニケーションズ | DVD / BD共97分・リージョンフリー                                                                     | 95位           |
| 12月25日 | 晴れた日にはキミが見える          | OME-231                            | エアーコントロール         | 90分・リージョンフリー                                                                               | 圈外           |
| 2016年   |                                   |                                    |                            | |                |
| 5月20日  | 恋の時間、君の渚                  | LCDV-40742（DVD） LCBD-00742（BD） | ラインコミュニケーションズ | DVD / BD共90分・リージョンフリー                                                                     | 124位          |
| 9月23日  | 夢かもしれない                    | TSDS-42182（DVD） TSBS-81055（BD） | 竹書房                     | DVD / BD共本編80分+特典映像10分・リージョンフリー                                                    | 169位          |
| 2017年   |                                   |                                    |                            | |                |
| 1月20日  | 好き…。                           | LCDV-40777（DVD） LCBD-00777（BD） | ラインコミュニケーションズ | DVD / BD共100分・リージョンフリー                                                                    |                |
| 5月20日  | HUG ME!                           | LCDV-40792（DVD） LCBD-792（BD）   | ラインコミュニケーションズ | DVD / BD共103分・リージョンフリー                                                                    |                |

## 出版

### 写真集
- 美少女クラブ31 1st Fan Book（2004年、集英社）- 美少女クラブ31として。
- mikie@（2005年6月9日、ワニブックス、撮影：西田幸樹） ISBN 978-4847028601
- H（2007年3月、ポニーキャニオン、撮影：能美潤一郎） ISBN 978-4594052560
- パーフェクト・チャンス〈サブラムック〉（2007年9月26日、小学館、撮影：渡辺達生） ISBN 978-4-09-103057-3
- Honey〈YOUNG SUNDAY VISUAL MOOK〉（2008年1月17日、小学館、撮影：西條彰仁） ISBN 978-4-09-104017-6
- Natural（2008年7月10日、学研パブリッシング、撮影：根本好伸） ISBN 978-4-05-403757-1
- MiKiegg BOMB 30th ANNIVERSA〈Gakken Mook〉（2009年3月31日、学研パブリッシング、撮影：西條彰仁） ISBN 978-4-05-605485-9
- LOSVEGAS（2010年12月22日、講談社、撮影：根本好伸） ISBN 978-4-06-364842-3
- 楽園（2012年5月26日、講談社、撮影：舞山秀一） ISBN 978-4-06-352832-9
- BLUSH accident（2014年7月21日、ワニブックス、撮影：橋本雅司） ISBN 978-4-84-704666-7
- MOMENT（2016年4月1日、ワニブックス、撮影：舞山秀一） ISBN 978-4-84-704825-8
- my treasure（2017年8月8日、ワニブックス、撮影：舞山秀一） ISBN 978-4-84-704928-6

### デジタル写真集
- Vol.117 原幹恵（2009年10月9日）
- HARAHARADOKIDOKI（2011年1月1日、日昇インターナショナル、撮影：鯨井康雄）
- 君がいた夏（2012年2月24日）
- キミがスキ（2013年4月26日）
- しあわせのしるし（2013年4月26日）
- ボクのエンジェル（2013年4月26日）
- ラブ・アソート（2013年4月26日）
- ほろ、ほろり（2013年4月26日）
- 必撮!まるごと 原幹恵（2013年10月4日）
- 優しさに包まれて（2014年1月10日）
- デジタル週プレ写真集 原幹恵「大胆な胸のポケット」（2014年3月28日）
- デジタル週プレBOOK 原幹恵「官能的ボディフォルム」（2014年4月18日）
- 白い肌の誘惑（2015年4月17日）
- 愛が止まらない（2015年4月17日）
- 誘惑されてもいい頃（2015年5月1日）
- 恋の季節（2015年10月2日）
- be free（2016年1月16日）
- ぶっとびハイスクール（2016年1月16日）
- READY!STEADY!!GO!!!!（2016年1月16日）
- Beauty evolution（2016年1月16日）
- 夏の幻（2016年1月16日）
- 恋の時間、君の渚（2016年7月8日）
- SO SEXY!（2016年7月18日）
- 夢かもしれない（2017年4月1日）
- さわやかスマイル（2017年4月1日）
- 上品お姉さんの誘惑（2017年4月1日）
- 好き…。（2017年4月7日）
- ハリケングラマー 原幹恵 COVER DX（2017年7月7日）
- ハリケングラマー 原幹恵1 - 4（2017年7月7日）

### グラビア書籍
- 妄撮シールブック（2009年12月、講談社）

### カレンダー
- 2008年カレンダー（2007年10月）
- 2009年カレンダー（2008年10月）
- 2010年カレンダー（2009年10月）
- 2011年カレンダー（2010年10月）
- 2012年カレンダー（2011年10月）
- 2013年カレンダー（2012年10月）
- 2014年カレンダー（2013年10月）
- 2015年カレンダー（2014年）
- 2016年カレンダー（2015年）
- 2017年カレンダー（2016年）

### トレーディングカード
- 2007年11月24日、さくら堂「みきパフェ」
- 2008年3月8日、さくら堂 原幹恵オフィシャルカードコレクション「Honey」
- 2008年11月22日、学研「Bomb!カードリミテッド 原幹恵」
- 2011年12月、TIC トレカ「プロデュース・リミテッド 原幹恵〜艶嬢〜」
- 2012年10月27日、ヒッツ トレカ「ヒッツ・リミテッド 原幹恵3」
- 2013年6月29日、プロデュース216 トレカ「プラチナボックス〜10カラット〜」
- 2014年3月、プロデュース216 トレカ「原幹恵〜Everyday with You〜」

### コラム
- 週刊実話「リレーコラム 姫ゴコロ」